# Myrstacksmal
Myrstacksmal (Myrmecozela ochraceella) är en fjärilsart som beskrevs av Johan Martin Jacob af Tengström. Myrstacksmal ingår i släktet Myrmecozela och familjen äkta malar. Enligt den finländska rödlistan är arten nära hotad i Finland. Arten är reproducerande i Sverige. Artens livsmiljö är myrar. Inga underarter finns listade i Catalogue of Life.

## Bildgalleri

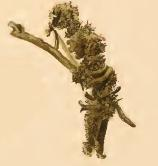
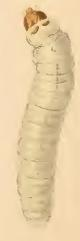